# Abu Yaqub Yusuf an-Nasr
Abu Yaqub Yusuf an-Nasr, död 1307, var regerande sultan av Marocko mellan 1286 och 1307. Han tillhörde marinidernas dynasti.